# Dendrobium undatialatum
Dendrobium undatialatum är en orkidéart som beskrevs av Rudolf Schlechter. Dendrobium undatialatum ingår i släktet Dendrobium, och familjen orkidéer. Inga underarter finns listade i Catalogue of Life.